# Probaryconus heterocerus
Probaryconus heterocerus är en stekelart som först beskrevs av Jean-Jacques Kieffer 1910.  Probaryconus heterocerus ingår i släktet Probaryconus och familjen Scelionidae. Inga underarter finns listade i Catalogue of Life.